# The Family Jewels
The Family Jewels je debutové album zpěvačky Marina and the Diamonds. Bylo publikováno 15. února 2010 pod vydavatelstvími 679 Recordings a Atlantic Records.

## Seznam písní
| Pořadí | Název písně        | Délka |
| ------ | ------------------ | ----- |
| 1.     | Are You Satisfied? | 3:21  |
| 2.     | Shampain           | 3:11  |
| 3.     | I Am Not a Robot   | 3:35  |
| 4.     | Girls              | 3:28  |
| 5.     | Mowgli's Road      | 3:12  |
| 6.     | Obsessions         | 3:38  |
| 7.     | Hollywood          | 3:50  |
| 8.     | The Outsider       | 3:17  |
| 9.     | Hermit the Frog    | 3:35  |
| 10.    | Oh No!             | 3:02  |
| 11.    | Rootless           | 3:28  |
| 12.    | Numb               | 4:16  |
| 13.    | Guilty             | 3:40  |